# Arrajatabla
Arrajatabla fue una banda sevillana de fusión flamenco, pop, blues y rock creada en 1990 y disuelta en 1994.

## Trayectoria
El origen del grupo tuvo lugar en la ciudad de Sevilla en 1990, mediante la unión de Luis Cobo "Manglis", Raimundo Amador y de Juan Reina, aunque a lo largo de su trayectoria se unirían más músicos al proyecto. En 1991, a pesar de no tener disco, Arrajatabla ya era un grupo importante, por eso fueron requeridos por la SGAE para formar parte de su representación en el Festival Yamaha Band Explotion, en Tokio, donde el grupo obtuvo el Premio de Oro. En 1992, Arrajatabla grabó su único álbum, Sevilla Blues. Este álbum fue bastante bien recibido, especialmente por los seguidores del rock andaluz. Uno de los temas incluidos en este álbum fue ´´Bolleré`, una versión de Cathy Claret (Soleil Y Locura, 1991), arreglo que se haría popular,y que más tarde Raimundo Amador incluiría en sus discos en solitario junto a B.B. King. En 1994, Arrajatabla se separó.

## Miembros
- Raimundo Amador
- Luis Cobo "Manglis"
- Juan Reina

Además de los miembros principales de la banda, se unieron al grupo:
- Diego Amador, teclista
- Jesús Arispont, bajista.
- Manuel Sutil, batería.
- José Antonio Galicia también colaboró con el grupo en muchas ocasiones.

## Discografía[6]
- Álbum: Sevilla Blues (Fonomusic, 1992)
- Single: Arrajatabla (Fonomusic, 1992)
- Single: Bolleré (Fonomusic, 1992)